# Herradis von Landsberg

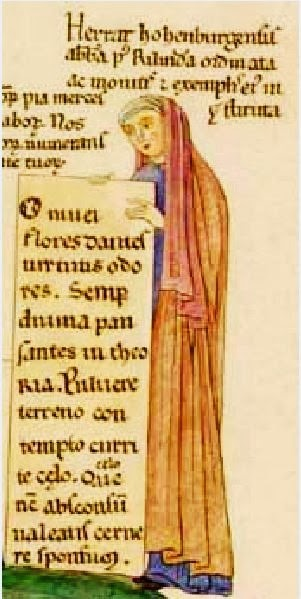
Herradis von Landsberg. Önarckép a Hortus deliciarumból, 1180 körül

Herradis von Landsberg (1130 körül – 1195. július 25.) elzászi apáca, a hohenburgi apátság apátnője, a Hortus deliciarum („Örömök kertje”) című képes enciklopédia szerzője.
1130 körül született nemes elzászi család tagjaként a landsbergi várban. Fiatalon lépett be a Strassburgtól 24 km-re, a Vogézekben fekvő hohenburgi apátságba, amelynek 1167-ben apátnője lett, és haláláig az is maradt.

## AHortus Deliciarum
Herradis már 1165 körül elkezdte írni főművét, a Hortus Deliciarumot, mely az abban a korban rendelkezésre álló tudományos ismeretek (a teológiát is beleértve) tárháza. A mű a kor hasonló írásaihoz képest, bár nem kifejezetten eredeti, széles műveltségről tesz tanúbizonyságot. A szöveget 336 illusztráció díszíti, melyek közül több teológiai, filozófiai és irodalmi témákat illusztrál, emellett történelmi eseményeket, Herradis életének eseményeit és apácatársainak képmásait. Technikája többekből csodálatot váltott ki, a képek kiemelik a művet kortársai közül.
Az antik és pogány írók műveiből származó részleteket Herradis saját költeményei kísérik. Ezekben megtalálhatóak a 12. századi latin költészet jellegzetes hibái, az ókori használat által nem szentesített szavak és kifejezések, de a sorok megfelelnek arra a célra, melyre szerzőjük szánta őket: arra, hogy dalban dicsőítsék Istent, amit maga Herradis is közössége fő céljának tekintett.
A kéziratot évszázadokon át a hohenburgi apátságban őrizték, majd a francia forradalom idején a strasbourgi városi könyvtárba került. Itt a miniatúrákat Christian Moritz Engelhardt másolta le 1818-ban, a szöveget pedig a Straub és Kellner, akik 1879–1899 közt meg is jelentették. Így bár az eredeti kézirat megsemmisült 1870-ben a porosz–francia háború során, amikor a város ostroma alatt a könyvtár leégett, a mű másolatban fennmaradt.

## Fordítás
- Ez a szócikk részben vagy egészben a Herrad of Landsberg című angol Wikipédia-szócikk fordításán alapul.  Az eredeti cikk szerkesztőit annak laptörténete sorolja fel. Ez a jelzés csupán a megfogalmazás eredetét és a szerzői jogokat jelzi, nem szolgál a cikkben szereplő információk forrásmegjelöléseként.